# Pržno (stacja kolejowa)
Pržno – stacja kolejowa w Prżnie, w kraju morawsko-śląskim, w Czechach. 

## Historia
Początkowo funkcjonował przystanek kolejowy otwarty w 1894 roku. Wybudowano budynek dworcowy, w którym znajduje się poczekalnia z kasami. Został rozbudowany w 1958 roku i rozpoczął funkcjonowanie jako stacja kolejowa posiadająca dwa perony połączone przejściem nadziemnym. Stacja kolejowa zlokalizowana jest w niewielkiej odległości od centrum wsi..